# Rhaphirhynchus
Rhaphirhynchus är ett släkte av skalbaggar. Rhaphirhynchus ingår i familjen Brentidae.
Kladogram enligt Catalogue of Life:
| Rhaphirhynchus | \| \| Rhaphirhynchus longimanus \| \| \| \| \| \| Rhaphirhynchus nitidicollis \| \| \| \| \| \| Rhaphirhynchus scobinirostris \| \| \| \| \| \| Rhaphirhynchus signifer \| \| \| \| |
|                | \| \| Rhaphirhynchus longimanus \| \| \| \| \| \| Rhaphirhynchus nitidicollis \| \| \| \| \| \| Rhaphirhynchus scobinirostris \| \| \| \| \| \| Rhaphirhynchus signifer \| \| \| \| |
|                | Rhaphirhynchus longimanus |
|                | |
|                | Rhaphirhynchus nitidicollis |
|                | |
|                | Rhaphirhynchus scobinirostris |
|                | |
|                | Rhaphirhynchus signifer |
|                | |